# Libera me, WAB 21
Libera me (Délivre-moi, Seigneur), WAB 21, est la première des deux mises en musique de l'absoute Libera me, Domine, composée par Anton Bruckner vers 1843.

## Historique
Bruckner a composé cette absoute lors de son séjour à Kronstorf. L'œuvre a vraisemblablement été exécutée à cette période.
Le manuscrit original est perdu, mais il en existe deux bonnes copies, dont l'une par Max Auer (Kronstorf, 1903). Le motet a d'abord été publié dans le Volume I, pp. 243-248 de la biographie Göllerich/Auer,. Il est édité dans le Volume XXI/3 de la Bruckner Gesamtausgabe.

## Musique
Le motet en fa majeur est conçu pour choeur mixte et orgue. Dans cette œuvre de jeunesse, deux parties du répons ne sont pas incluses : le deuxième "Quando cœli movendi sunt et terra" et le deuxième "Dum véneris iudicáre sǽculum per ignem",.

## Discographie
Il y a quelques enregistrements de ce premier Libera me :
- Joseph Pancik, Prager Kammerchor, Anton Bruckner: Motetten / Chorale-Messe  – CD : Orfeo C 327 951, 1993 - transcription a cappella avec répétition de la première strophe
- Dan-Olof Stenlund, Malmö Kammarkör, Bruckner: Ausgewählte Werke – CD : Malmö Kammarkör MKKCD 051, 2004
- Thomas Kerbl, Chorvereinigung Bruckner 09, Anton Bruckner: Chöre/Klaviermusik – CD : LIVA 034, 2009
- Łukasz Borowicz, Anton Bruckner: Requiem, RIAS Kammerchor Berlin, Akademie für Alte Musik Berlin – CD : Accentus ACC30474, 2019 -  édition Cohrs avec révision de l'accompagnement d'orgue et répétition de la première strophe
- Sigvards Klava, Latvian Radio Choir, Bruckner: Latin Motets, 2019 – CD Ondine OD 1362
- Christian Erny, The Zurich Chamber Singers, Bruckner Spectrum - CD : Berlin Classics LC06203, 2022

## Sources
- August Göllerich, Anton Bruckner. Ein Lebens- und Schaffens-Bild, c. 1922 1922 – édition posthume par Max Auer, G. Bosse, Ratisbonne, 1932
- Anton Bruckner – Sämtliche Werke, Band XXI: Kleine Kirchenmusikwerke, Musikwissenschaftlicher Verlag der Internationalen Bruckner-Gesellschaft, Hans Bauernfeind et Leopold Nowak (Éditeurs), Vienne, 1984/2001
- Cornelis van Zwol, Anton Bruckner 1824-1896 – Leven en werken, uitg. Thot, Bussum, Pays-Bas, 2012.  (ISBN 978-90-6868-590-9)
- Uwe Harten, Anton Bruckner. Ein Handbuch. Residenz Verlag, Salzbourg, 1996.  (ISBN 3-7017-1030-9).